# 大关街道
大关街道中国浙江省杭州市拱墅区所辖街道，位于大关路以南。总面积1.6平方千米，常驻人口5.4万人。

## 名称来源
因其辖区内原有税关北新关而得名。

## 辖区
大关街道现辖：东苑第一社区、东苑第二社区、西苑第一社区、西苑第二社区、德胜社区、翠玉社区、南苑社区、香积社区。